# Domicilio electrónico
Un Domicilio Electrónico es sitio informático seguro, personalizado, válido y optativo, registrado por los ciudadanos, empresas o representantes, para la entrega o recepción de comunicaciones de cualquier naturaleza y eventualmente para el cumplimiento de obligaciones fiscales.
Su constitución, implementación, alcance y evolución se enmarca en la normativa legal vigente de cada país. Usualmente se requiere que se constituya el domicilio electrónico de forma personal y presencial, presentando toda la documentación correspondiente. Una vez constituido, toda interacción con los organismos notificadores no requiere presencia física del notificado.
El Domicilio Electrónico tiene en el ámbito administrativo público, los mismos efectos del domicilio fiscal constituido, siendo válidas y plenamente eficaces todas las notificaciones, emplazamientos y comunicaciones que allí se produzcan.

## Beneficios del Domicilio Electrónico
Anteriormente, cada vez que cualquier entidad del Estado debía comunicar al ciudadano la resolución de un trámite, solicitarle o comunicarle información, era indispensable que la persona concurriera al organismo público personalmente, implicando traslados, costos en tiempo, dinero e impacto ambiental. Mediante el Domicilio Electrónico, se da un paso cualitativo en la modernización de la gestión pública, permitiendo que toda la comunicación con el ciudadano se haga a través de mecanismos electrónicos.
Beneficios concretos:
- Ahorro de tiempo. Permite al ciudadano recibir comunicaciones y notificaciones electrónicas sin necidad de desplazarse personalmente al organismo notificador.
- Ahorro de costos. No requiere gastos de traslado de personas ni de papeles, ni de almacenamiento, ni de personal para atender a los notificados.
- Simplicidad. El ciudadano recibe en su único domicilio electrónico, comunicaciones y notificaciones de varios organismos públicos.
- Impacto ambiental. Elimina desplazamientos de personas y de documentos en papel. Elimina la necesidad de imprimir papel (ahorro en impresoras, insumos, energía)

## Relación con el Gobierno Electrónico
Para lograr que los trámites, enmarcados en una estrategia de Gobierno Electrónico sean realmente 100% electrónicos, es necesario que la comunicación con el ciudadano también lo sea. Ya sea durante el trámite, para que aporte datos o para comunicarle información relevante, o al final del mismo para notificarle la resolución, es necesario contar con un mecanismo de notificación y de domicilio electrónico.

## Situación en el Uruguay
En el Uruguay, existe el concepto de Domicilio Electrónico desde principios de la década del 2000, pero estaba acotado al marco del Poder Judicial, con normativa específica a esos efectos. En el año 2012, la Agencia de Gobierno Electrónico (AGESIC), licitó una solución completa para Notificaciones y Comunicaciones Electrónicos que incorporara un Domicilio Electrónico, que tuviera alcance nacional. Es decir, para potencialmente todos los ciudadanos, empresas y organismos del país. La solución escogida fue la provista por la empresa Domicilio Electrónico, mediante su módulo de para ser implementado a nivel nacional. Mediante este, todos los organismos del país (empresas públicas, administración central, etc.), podrán notificar, comunicar e intercambiar información electrónicamente con toda persona física, empresas u otros organismos públicos del país.

## Productos comerciales
1. Domicilio Electrónico es la solución de notificaciones electrónicas y que la Agencia de Gobierno Electrónico (AGESIC) del Uruguay seleccionó, para implementar en todos los organismos y empresas públicas del país que lo deseen y para proveer de un domicilio electrónico potencialmente a todos los ciudadanos y empresas del país.

- Datos: Q16557887